# Irreconciliables Festival Internacional de Poesía de Málaga
Irreconciliables Festival Internacional de Poesía de Málaga es un evento internacional anual de carácter cultural dedicado a la poesía que se celebra desde 2012 en la ciudad de Málaga. El festival nace por iniciativa de poetas malagueños y actualmente cuenta con el patrocinio del Ministerio de Educación, Cultura y Deporte de España, la Consejería de Cultura de la Junta de Andalucía  con el Centro Andaluz de las Letras y el Ayuntamiento de Málaga. Sus coordinadores literarios hasta 2016 han sido Francisco Cumpián, Isabel Pérez Montalbán, María Eloy-García y Juan Manuel Villalba. A partir del 2017, la dirección es de los poetas Ángelo Néstore y Violeta Niebla. 
Siguiendo la pauta fundacional, Irreconciliables es un festival donde se mezclan, se cruzan y se entienden diferentes voces del ámbito poético nacional e internacional y se desarrolla en varios lugares emblemáticos de la ciudad. Han participado autores como Adonis, María Victoria Atencia, Luis García Montero, Ana Rossetti, Pablo García Baena, Yolanda Castaño, Pablo García Casado, Juana Castro, Enrique Falcón, Chantal Maillard, Manuel Vilas, Erika Martínez, Isidoro Valcárcel, Koleka Putuma, entre otros.
Irreconciliables reúne y concilia a autoras y autores consolidados y prometedores con el afán de constatar que todas las voces poéticas activas enriquecen la paleta de colores lírica sin que la exclusión o el sectarismo contaminen las diferentes escenas poéticas. El festival quiere dejar patente la eficacia del enriquecimiento mutuo, brindando experiencias poéticas que se alejan de los recitales al uso e introduciendo elementos transdiciplinares (música, teatro, performance) en un diálogo constante entre la tradición y la vanguardia, pero siempre vinculado con el territorio y el tejido social ciudadano. Entre sus actividades más destacadas se encuentran Gallos vs. Poetas, una pelea artística entre rap y poesía, el Paseo en barco poético o el Réquiem poético en el Cementerio Inglés de Málaga.
El festival cuenta también con la colaboración de instituciones, entidades y empresas particulares interesadas y dirigidas a la promoción cultural y el desarrollo de las artes, como la Diputación de Málaga, el Centro de la Generación del 27, la Universidad de Málaga, la Fundación Unicaja, el Centro Pompidou de Málaga, el centro Colección del Museo Ruso San Petersburgo Málaga, el Museo Carmen Thyssen Málaga, el Puerto de Málaga, La Térmica o el Istituto Italiano di Cultura, entre otros. 
A partir de la sexta edición, el festival se clausura con la ceremonia de entrega del Premio de Poesía Irreconciliables, con el afán de dar visibilidad y premiar obras poéticas vanguardistas y experimentales. Su última edición, la novena, se celebró del 15 al 17 de octubre de 2020.